# Balboa variabilis
Balboa variabilis är en insektsart som beskrevs av William Lucas Distant 1893. Balboa variabilis ingår i släktet Balboa och familjen Rhyparochromidae. Inga underarter finns listade i Catalogue of Life.